# Bonnegarde
Bonnegarde (gaskonsko Bona Guarda) je naselje in občina v francoskem departmaju Landes regije Akvitanije. Naselje je leta 2012 imelo 306 prebivalcev.

## Geografija
Kraj leži v pokrajini Gaskonji ob reki Luy de Béarn, 37 km jugovzhodno od Daxa.

## Uprava
Občina Bonnegarde skupaj s sosednjimi občinami Amou, Argelos, Arsague, Bassercles, Bastennes, Beyries, Brassempouy, Castaignos-Souslens, Castelnau-Chalosse, Castel-Sarrazin, Donzacq, Gaujacq, Marpaps, Nassiet in Pomarez sestavlja kanton Amou s sedežem v Amouju. Kanton je sestavni del okrožja Dax.

## Zgodovina
Naselbina je bila ustanovljena leta 1283 kot srednjeveška bastida pod Plantageneti.

## Zanimivosti
- cerkev sv. Petra v verigah iz 12. stoletja,
- Château de Castéra.